# Uganda en los Juegos Olímpicos de Sídney 2000
Uganda estuvo representada en los Juegos Olímpicos de Sídney 2000 por un total de 13 deportistas que compitieron en 5 deportes.
El portador de la bandera en la ceremonia de apertura fue el boxeador Sunday Kizito. El equipo olímpico ugandés no obtuvo ninguna medalla en estos Juegos.